# Claudia Tórrez
Claudia Torrez Valencia (Tarija, Bolivia; 22 de agosto de 1987) es una reina de belleza, ingeniera comercial, presentadora de televisión, bailarina y modelo boliviana que logró participar en el Miss Bolivia 2007 con el título de Señorita Tarija 2007 siendo actualmente presentadora de noticias en el canal televisivo Red UNO.

## Biografía
Claudia Tórrez nació el 22 de agosto de 1987 en la ciudad de Tarija. Desde 1996 y siendo todavía una niña de apenas 9 años de edad para esa época, Claudia comenzó a ejercer ya como bailarina infantil. Salió bachiller el año 2005 en su ciudad natal. Ingresó al mundo del modelaje a sus 20 años de edad, participando en el concurso de belleza Miss Tarija 2007. A pesar de no haber sido elegida Miss Tarija, Claudia Tórrez logró obtener el segundo lugar como "Señorita Tarija 2007". Con ese título pudo participar en el Miss Bolivia 2007 (principal certamen de belleza del país) representando al Departamento de Tarija. 
Después de haber participado en el Miss Bolivia, se le abrieron las puertas para que pueda ingresar a los medios comunicación. El año 2008, Claudia Tórrez ingresó a trabajar a la Red Unitel Tarija inicialmente como reportera de un programa de farándula. Luego pasó a trabajar como presentadora de noticias en canales regionales de Tarija como Full TV y TVT. Trabajó también como instructora de gimnasio.

### Católica Televisión (2016)
A pesar de ser ya una figura conocida a nivel regional (en su departamento), Claudia Tórrez decide proyectarse a nivel nacional y para lograr aquello se trasladó a vivir a la ciudad de La Paz en marzo del año 2016, ingresando primeramente a trabajar en el canal regional Católica Televisión. Estaría por un tiempo de 6 meses en dicho medio cuando luego pasaría a la Radio Láser.

### Red PAT (2017-2019)
Pero sería en marzo de 2017, cuando la Red PAT la llama para que formara parte del canal televisivo como conductora de la revista matutina "Hola País" junto a los presentadores Dianara Unzueta y Erick Arauco y luego como presentadora de noticias del   meridiano en la ciudad de La Paz. En agosto de 2017, se traslada a vivir a la ciudad de  Santa Cruz de la Sierra para trabajar como conductora de un programa de turismo denominado "Explorando Bolivia" junto a la Miss Bolivia 2013 Claudia Tavel Antelo emitido por la misma red televisiva. Poco tiempo después volvió nuevamente como presentadora de noticias de la Red PAT Santa Cruz junto a los periodistas y presentadores como Jorge Robles, Ezequiel Serres, Paola Coimbra, Beatriz Baldiviezo y Fernando Eid. Estuvo en el canal hasta el 27 de diciembre de 2019.

### Red UNO (2020-actualidad)
El 7 de enero de 2020, volvió nuevamente a la ciudad de La Paz e ingresó a trabajar a la Red UNO como presentadora de noticias junto a los periodistas Juan Carlos Monrroy, César Galindo, Daniel Castellón, Luciana Acosta y Pablo Bustillos.